# Doute raisonnable (série télévisée)
Pour l’article homonyme, voir Doute raisonnable.
 (juin 2021).
Si vous disposez d'ouvrages ou d'articles de référence ou si vous connaissez des sites web de qualité traitant du thème abordé ici, merci de compléter l'article en donnant les références utiles à sa vérifiabilité et en les liant à la section « Notes et références ».
Doute raisonnable est une série télévisée policière québécoise en dix épisodes de 44 minutes scénarisée par Danielle Dansereau d'après une idée originale de Fabienne Larouche et Michel Trudeau et réalisée par Claude Desrosiers. Elle a été mise en ligne le 14 octobre 2021 sur le service ICI TOU.TV Extra, puis à la télévision en 2022 sur ICI Radio-Canada Télé.

## Synopsis
La policière d'expérience Alice Martin Sommer rejoint le GICCS, soit, le Groupe d'investigation sur les crimes à caractère sexuel. Celle-ci a fait des études sur les déviances sexuelle lors d'une année sabbatique. Alice et ses collègues introduiront des méthodes inconnues au sein du service de police tout en se retrouvant confrontés à des affaires tragiques et complexes. De plus, celle-ci étant une femme faisant de la webcam, son secret pourrait bien être révélé.

## Distribution
- Julie Perreault : Alice Martin-Sommer[3]
- Marc-André Grondin : Frédéric Masson
- Kathleen Fortin : Lucie Robert
- Nadia Essadiqi : Abigaëlle Kasmi
- Charli Arcouette : Jo N'guyen
- Bruno Marcil : Olivier Tanguay
- David Boutin : Pascal Alario
- Karelle Tremblay : Simona Clark (†)
- Stéphane Gagnon : Jérémy Larose
- Ève Landry : Elsie Voyer
- Benoît McGinnis : Antonin Larocque
- Dominik Dagenais : Gabriel Cormier
- Émile Boucher : Jacob
- Laurence Latreille : Bianca Jouvin
- Benjamin Roy : Mathis
- Yan Rompré : Samuel Beaubien
- Fabien Dupuis : Jacques-Raymond Beauchamp
- Devi Julia Pelletier : Clara Beauchamp
- Madani Tall : Paolo
- Jean-Carl Boucher : Cédric Cabana
- Alain Chanoine : Julius Salvy
- Louis-Olivier Mauffette : Bobby Cabana
- Isabelle Brouillette : Myriam Nantel
- Fayolle Jean Jr : Stanislas Cali
- Antoine DesRochers : Francis Bishop
- Nour Belkhira : Violetta Marek
- Éliana Michaud : Sofia
- Maïka Ferron : Alice à 13 ans
- Julie Vincent : Rosie
- Lily Thibeault : Rosie, jeune
- Rosalie Julien : Annie-Jacinthe Fauteux
- Aladeen Tawfeek : Youssef Zayat
- Ginette Boivin : Doris
- Ève Gadouas : Me Sheilla Weldon
- Sylvie De Morais-Nogueira : Fanny
- Hugo Giroux : Gilbert Cormier
- Isabelle Lemme : Samantha
- Élodie Maboudou : Jessica Nicolas
- Gabriel Szabo : Natan Lavallée
- Amélie Bernard : Chantal
- Lou Vincent-Desrosiers : Hannah Forget
- Justin Laramée : Marc-Antoine Drapeau
- Tobie Pelletier : Henri Nelson
- Ludovic Michaud : Noah
- Jacinthe Laguë : Cynthia
- Gio Lione : Alcapone
- Julien Leclerc : Sébastien
- Shiong-En Chan : Kim
- Sébastien Beaulac : Gardien de sécurité
- Maxime Rioux : Enquêteur
- Daniel Dulac : Enquêteur
- Inès Defossé : Infirmière
- Tommy Lavallée : Homme impatient
- Julien Bernier-Pelletier : Éducateur
- Émilie Sigouin : Policière

## Fiche technique
- Titre original : Doute raisonnable
- Année : 2021
- Nombre d'épisodes : 30
- Nombres de saisons : 3
- Idée originale : Fabienne Larouche et Michel Trudeau
- Genre : Thriller policier
- Création : 2021
- Réalisation : Claude Desrosiers (Saison 1), Jean-Philippe Duval (Saison 2)
- Producteurs : Fabienne Larouche et Michel Trudeau
- Scénario : Danielle Dansereau
- Casting : Lucie Robitaille
- Montage : Valérie Héroux
- Musique : FM Le Sieur
- Société de production : AETIOS Productions inc. avec la collaboration de Société Radio-Canada
- Durée : 44 minutes
- Format son et image: 1:78:1, Dolby Digital
- Directeur de postproduction : Maxime Villeneuve
- Relations de presse : Julie Racine

## Épisodes

### Première saison (2021)
1. Simona
2. Place aux petits
3. Question de paternité
4. La Nuit des dragons
5. Le Pendu
6. Clara vs Cédric
7. Le Cheval de feu
8. Jeux interdits
9. Pseudos
10. Boy's Club

### Deuxième saison (2023)
1. Post trauma
2. Intuition
3. Contrôle
4. Captive
5. Filiation
6. Némésis
7. Conjugal
8. Drag
9. Snuff
10. Vermine

### Troisième saison (2024)
1. Collectif
2. Limites
3. Confusion
4. Toxique
5. Tango
6. Abysse
7. Domination
8. Roi
9. Prévention
10. Appât